# Desoxiazúcar

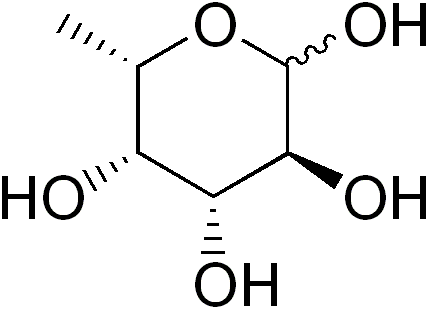
Fucosa.

Ramnosa.

Los desoxiazúcares son monosacáridos en los cuales un radical hidroxilo ha sido reemplazado por un hidrógeno. Entre los múltiples ejemplos, cabe destacar los siguientes:
- Desoxirribosa (proveniente de la ribosa).
- Fucosa.
- Ramnosa.